# А сиськи всё испортили
А сиськи всё испортили (англ. Bebe's Boobs Destroy Society) — эпизод 610 (№ 89) сериала «Южный Парк». Премьера состоялась 17 июля 2002 года.

## Сюжет
У Биби растут груди, и она становится лучшей подругой всех мальчиков класса. Вскоре она сама становится этому не рада, понимая, что красота ценится всеми больше остальных её качеств. Мальчики ссорятся из-за права общаться с Биби (при этом ведя себя как обезьяны-самцы) и целыми днями проводят возле её дома. Позже родители Стэна, увидев как тот разрисовывает стены дома сиськами, объясняют ему, как нужно контролировать свою тягу к женским грудям. Биби приходит в класс в картонной коробке и мальчики, осознавшие, что привлекали их в ней только сиськи, извиняются друг перед другом и дружно обнимаются. Тем временем Венди, завидуя успеху Биби, делает себе силиконовую грудь и приходит в класс, но мальчики, всё уже осознавшие, только смеются над ней.

## Пародии
- Картман у себя в подвале играет с Биби в игру, повторяющую поведение маньяка в фильме «Молчание ягнят»[1].
- Во время драки мальчиков в подвале Картмана, Стэн поднимает над собой кость. Это пародия на фильм «Космическая одиссея 2001 года».
- В тот момент, когда астронавты претерпели крушение, один из них говорит: «О, боже, мы оказались в далёком будущем! Власть захватили обезьяны!». Это пародия на фильм Планета обезьян.

## Факты
- В этом эпизоде впервые становится известно, что фамилия Биби — Стивенс.
- В сцене с говорящими грудями Биби Трей Паркер озвучил левую грудь, а Мэтт Стоун — правую.